# Actinopus dubiomaculatus
Actinopus dubiomaculatus är en spindelart som beskrevs av Cândido Firmino de Mello-Leitão 1923. 
Actinopus dubiomaculatus ingår i släktet Actinopus och familjen Actinopodidae. Inga underarter finns listade i Catalogue of Life.